# علوم الاتصال
تشتمل علوم الاتصال على العلوم التي تدرس وتحلل وتناقش الظواهر الاجتماعية المرتبطة بوسائل الاتصال، مثل الوسائل المستخدمة التي يتم توظيفها والبناء السميوطيقي مع خلق أساليبهم الدراسية الخاصة والأدوات التحليلية. وكثيرًا ما يكون الهدف من دراسة علوم الاتصال، مثل عمليات وظواهر الاتصال، دراسة العلوم الأخرى مثل اللسانيات اجتماعية وعلم الإنسان الاجتماعي وعلم الاجتماع والسِبرانية وعلم النفس الاجتماعي.
على الرغم من أنه من الممكن أن يتم التحدث عن الإعلام منذ اختراع يوهان غوتنبرغ للطباعة الحديثة، وصولًا إلى عقد العشرينات من القرن العشرين مع الدراسات الأولى عن تأثير البروباجندا في محيط أوروبا في الحرب العالمية الثانية، مع ظهور وتعاظم الأنظمة الفاشية في ألمانيا وإيطاليا. بينما تحدث رواد الكلاسيكية اليونانية مثل أرسطو وجورجياس وسقراط عن الإقناع كوسيلة لتنفيذ عملية الاتصال؛ وبقي هؤلاء الكتاب في المستوى المنطقي الدلالي للقضية، ولم يطرحوا الأمر من منظور وجهة نظر المجتمع بأكمله.
على الرغم من أن البلاغة قد تم توظيفها من قبل أرسطو قبل أكثر من 2300 سنة، فهي تعتمد على الملاحظة التجريبية، وكان هذا هو الأساس الذي تقوم عليه البنية التحتية للاتصالات. وجدير بالذكر، أنه كان يُركز على المتحدث. كان الخطاب أقل بكثير من اهتمام ما يكمن وراء لغة المُتحدث أمام الجمهور، وأيضًا ردود الفعل التي تأتي جراء ذلك. في العصور القديمة، كان للبلاغة هيبة ووضع كبير بصفتها علم، وكان يُنظر إليها بوصفها نموذجًا يمكن عبره أن يقوم شخص واحد بإقناع كامل الجمهور. على الرغم من ذلك، كان لهذا المنظور اهتمام محدود من وجهة النظر الأكثر وصفية للعلوم الحديثة. وطالما كان يطالب المنهج العلمي للاتصال بالتحليل التجريبي للآثار القابلة للقياس أو التي يُمكن ملاحظتها في التواصل. ما يُميز التواصل عم ما يُسمى عادة بالعلوم الاجتماعية هو عمل مقاربة منهجية لدراسة واقع معين. ويجب أن يتم دراسة التواصل من من منظور أكثر نقدية، بطريقة أكثر علمية، تعتمد على النماذج التي يُمكن التحقق منها والقابلة للتحسين والتعميم والتدقيق. و]يُعد مجال دراسة علوم الاتصال واسعجدًا، ولهذا السبب، فإنه من الصعب جدًا أن يتم إدراج ومعالجة كل الجوانب ذات الصلة وكل واحد من كل زواياه.